# Чавчавадзе, Гарсеван Ревазович
Гарсеван (Давид) Ревазович Чавчавадзе (20 июля 1757 — 7 апреля 1811) — князь, наследственный моурав Казахи и Борчало, генерал-адъютант царя Ираклия II и его представитель на переговорах об установлении протектората России над Грузией. Первый полномочный министр Грузии в Петербурге (1783—1801 гг.) при Екатерине II, Павле I и Александре I.

## Биография
Был сыном князя Реваза Гарсевановича Чавчавадзе, занимавшего должность эшикагасбаши — главы исполнительного аппарата, следившиго за порядком при царском дворе, и участвовавшим вместе с царем Ираклием II в индийском походе Надиршаха в 1738 году.
После этого в течение 18 лет был постоянным представителем в ранге полномочного министра Грузии в Петербурге (1783—1801 гг.) при Екатерине II, Павле I и Александре I. Боролся за сохранение независимости страны. После упразднения грузинской государственности в 1801 году получил чин действительного статского советника. 4 июня 1803 года был избран первым тифлисским губернским предводителем дворянства. В 1805 году был отозван в Россию (из-за подозрений в участии в антироссийском заговоре 1804 года, в котором принимал участие его сын) и до конца жизни так и не добился разрешения вернуться на родину. Похоронен в Александро-Невской лавре.

## Семья
Был женат на княжне Мариам (Майе) Авалишвили (1.04.1758 — 19.05.1836), дочери князя Ивана (Сулхана) Авалишвили, в этом браке родился
- Чавчавадзе, Александр Гарсеванович (1784—1846) — князь, поэт и военный деятель.